# クノベリヌス

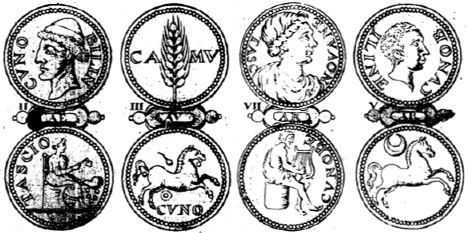
クノベリヌスを描いた硬貨

クノベリヌス（CunobelinusまたはKynobellinus, ギリシャ語：Κυνοβελλίνος, Cunobelinと略されることもある, 紀元前1世紀後期 - 40年代）は、ローマ支配前のブリテンに実在した王。古代歴史家のスエトニウス、カッシウス・ディオの言及を通じて知られる。クノベリヌスを描いたコインも多数残っている。クノベリヌスはイングランド南東部の相当広い地域（Catuvellauniとして知られている）を統治していたようで、スエトニウスは「Britannorum rex（ブリトン人の王）」と呼んだ。クノベリヌスはイギリスの伝説にも「Cynfelyn」「Kymbelinus（キンベリヌス）」「Cymbeline（シンベリン）」という名前で登場し、ウィリアム・シェイクスピアはクノベリヌスを題材に『シンベリン』という戯曲を書いた。「クノベリヌス」という名前は「ベレヌスの猟犬」または「輝く猟犬」という意味である。

## 歴史
貨幣学的証拠から、クノベリヌスは西暦9年頃に勢力を誇っていたように思われる。硬貨はトリノヴァンテス族の首府カムロドゥヌム（現コルチェスター）と、カトゥエラニ族の首府ヴェルミラオン（Verlamion。後のローマ都市ヴェルラミウム。現セント・オールバンズ）の両方から見つかっている。ヴェルラミウムの硬貨のいくつかには、クノベリヌスをカトゥエラニ族の王タスキオウァヌス（ Tasciovanus）の息子と名付けている。タスキオウァヌスのものと違って、クノベリヌスの硬貨には共同統治者の名前がない。しかしクノベリヌスの最も古い硬貨はカムロドゥヌムから見つかっており、これはクノベリヌスがまずカムロドゥヌムを支配したことを示唆し、また硬貨のいくつかは、軍事的勝利を意味するローマのモチーフ、シュロまたは月桂樹の花冠のデザインが使われている。クノベリヌスは西暦9年のゲルマニアにおけるトイトブルクの戦いでのローマの敗北によって、トリノヴァンテス族に対して行動を起こす気になったのかも知れない。トリノヴァンテス族はローマと同盟し、その自治は紀元前54年にガイウス・ユリウス・カエサルの作った条約によって保護されていた。しかし、ゲルマニアの問題はアウグストゥスの領土的野心ならびにブリテンの同盟者を守る能力を挫けさせた。
クノベリヌスは、ローマ帝国と良好な関係を保ったようである。クノベリヌスは「Rex」（ラテン語で「王」）という称号と、硬貨には古典的モチーフを使った。クノベリヌスの統治は大陸との取引を増加させた。考古学的には、大陸から輸入された贅沢品の増加が認められる。具体的には、ヒスパニアからのイタリアワイン、酒器、オリーブ油、魚醤の他、ガラス器、宝石、ガリア・ベルギカの卓上食器などで、その分布からそれはカムロドゥヌム港経由でブリテンに入ってきたものと思われる。クノベリヌスはおそらくストラボンが言うところのアウグストゥスに使節を送ったブリテンの王たちの1人だったのだろう。ストラボンはローマに有利なブリテンとの交易について記している。ブリテンから輸出されたものは穀物、金、銀、鉄、皮革、奴隷、それに猟犬だった。
クノベリヌスにはアドミニウス（Adminius）、トゴドゥムヌス（Togodumnus）、カタラクス（Caratacus）という3人の息子と、エパティッカス（Epaticcus）という弟がいたことが歴史上知られている。エパティッカスは西暦20年代はじめにその勢力をアトレバテス族（Atrebates）の支配地まで伸ばし、25年頃にはその首都カレウァ・アトレバツム（Calleva Atrebatum。現シルシェスター Silchester）を攻め取った。エパティッカスはその後も領土を拡大し続けたが、35年頃に亡くなり、カタラクスがその後を継ぎ、アトレバテス族は領土のいくらかを取り戻した。

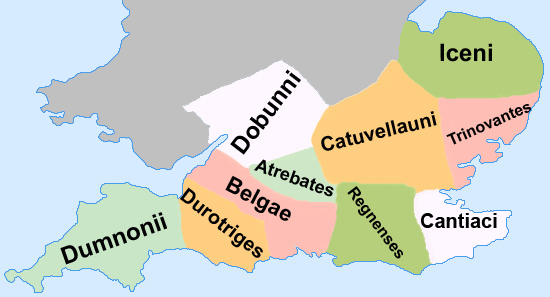
ローマ征服以前のイングランドのケルト人部族分布図（Yorkshirian作成）

アドミニウスは、その硬貨から判断して、その当時までケントを支配していた。スエトニウスは西暦40年頃にアドミニウスが父親によってブリテンから追放され、皇帝カリグラに保護を求めたと伝えている。カリグラはまるで島全土が自分に服従したかのようにこれを受け止めた。そしてブリテン侵略の準備をはじめたが、兵士たちに波を攻撃し、戦利品として貝殻を集めるよう命令するという茶番めいた状況でそれを断念した。
クノベリヌスは西暦43年以前に亡くなった。カタラクスはアトレバテス族の征服を完了した。アトレバテス族の王ウェリカ（Verica）はローマに逃げ、新皇帝クラウディウスに援助を求めたことがローマのブリテン征服（Roman conquest of Britain）の口実を与えた。カタラクスとトゴドゥムヌスはその侵略に対する最初の抵抗を指導した。カッシウス・ディオは、カトゥエラニ族に従属した種族「Bodunni」がローマの側に寝返ったと伝えている。「Bodunni」とはおそらくグロスタシャーのドブニ族（Dobunni）の綴り間違いで、これはクノベリヌスの覇権がウエスト・カントリー（West Country）まで広がっていたことを意味している
碑銘研究的証拠に基づくと、後のローマのブリタンニア総督サルティウス・ルクルス（Sallustius Lucullus）はクノベリヌスの孫である可能性がある。

## 伝説と文学
クノベリヌスはイギリスの伝説、さらにそれ以降の文学に伝えられた。系譜学でいうと、中世ウェールズの写本「Harleian 3859」に「Caratauc map Cinbelin map Teuhant」という記述がり、これは「タスキオウァヌスの子クノベリヌスの子カタラクス」と読むことができる。それぞれの名前は長い口承の間に変わった可能性もある。この写本には他に一連のローマ皇帝の名前と、ウェールズ神話の「Guidgen」（グィディオン Gwydion）と「Lou」（フリュウ・フラウ・グウフェス Lleu Llaw Gyffes）が含まれている。
ジェフリー・オブ・モンマスの『ブリタニア列王史』（1136年）では、クノベリヌスは王テヌアンティウス（タスキオウァヌスのこと）の子で、アウグストゥスの宮廷で育てられた強力な戦士「キンベリヌス」として登場する。キンベリヌスはローマ宮廷と非常に仲が良く、ローマに対して、求められたからではなく、敬意として地代を納めた。キンベルヌスにはグウィデルス（Guiderius）とアルウィラグス（Arvirargus）という2人の息子がいた。グウィデルスが王位を継いだが、クラウディウスの侵略の初期に殺され、戦いの続きはアルウィラグスに残された。
1577年、ラファエル・ホリンシェッドはジェフリーの話を自分の『年代記』に取り込んだ。ウィリアム・シェイクスピアはホリンシェッドの本でこの話を知り、自分のロマンス劇『シンベリン』の基にした。シンベリン王は邪悪な後妻の言いなりに、娘イモージェンの結婚を認めない。歴史上のクノベリヌスと共通するものはもはや何もなかった。
クノベリヌスの名前は今なおイングランドの中で生き残っている。バッキンガムシャーの村の集まりはクノベリヌスにちなんで「キンブルズ（Kimbles）」と名付けられた。その高みに位置するのは、類像的なビーコン・ヒルと、「シンベリンの小山」あるいは「シンベリン城」と呼ばれる不思議な形の小山である。地方伝承・民話では、その小山の斜面で、王とその息子たちが襲い来るローマ軍と戦ったと伝えている。